# Motor de combustión externa

Motor sterling; un ejemplo de motor de combustión externa

Un motor de combustión externa es una máquina que realiza una conversión de energía calórica en energía mecánica mediante un proceso de combustión que se lleva a cabo fuera de la máquina, a diferencia de un motor de combustión interna, en el que el calor se genera dentro del propio motor. Este calor producido por la fuente externa se utiliza para realizar un trabajo útil, generalmente por expansión-contracción del aire o de gases, como el vapor de agua. También pueden utilizar gas como fluido de trabajo (aire, H2 y He los más comunes) como en el ciclo termodinámico Stirling.